# Автомагистрали в България
Автомагистралите в България са специално изградени и означени пътища за движение на моторни превозни средства с минимална скорост 50 km/h. Максималната скорост за движение по тях е 140 km/h. Те са със самостоятелни платна за движение във всяка посока с разделителна ивица между тях, като всяко платно е с най-малко две ленти за движение и със специална лента за аварийно спиране; с други пътища не се пресичат на едно ниво, имат предпазни огради и площадки за отдих.
Автомагистралите в България, за начало и за край, се означават с правоъгълен светоотразителен бял знак със зелен фон. Номерират се с буква А и номер на автомагистралата след нея, като при номерирането няма закономерност. Освен буква и номер, автомагистралите се означават и с име.
Предвидените за изграждане автомагистрали в България са 9 на брой и имат обща дължина от около 1661 km. В допълнение към автомагистралната мрежа е предвидено и изграждане на нова категория скоростни пътища, но към 13 април 2023 г. такива все още не са изградени. Приблизителната дължина на завършените и пуснати в употреба автомагистрали към 5 март 2024 г. е 879,1 km. Най-високата скорост за движение по тях е ограничена до 140 km/h.

## История
През 1964 г. българското правителство взема решение за изграждане на автомагистрален пръстен, който да се състои магистралите „Тракия“, „Хемус“ и „Черно море“. Реализацията започва с изграждането през 1973 г. на пътните отсечки София – Ихтиман и Варна – Девня.
До 1990 г. са завършени 273 km магистрални пътища. В следващите 16 години до влизането на страната в Европейския съюз през 2007 г. са построени още около 150 km. От 1973 до 2007 г. основен източник на финансиране е държавният бюджет, включително и чрез външни заеми, а след това – предприсъединителните и структурните фондове на ЕС.
Към февруари 2025 г. в експлоатация са 879 km, а 199 km са в строеж.

## Списък на автомагистралите в България
| Табела | Автомагистрала        | Начало        | Междинни точки                                                                        | Край                  | Проектна дължина | В експлоатация | В строеж | %      | Бележки                                     |
| ------ | --------------------- | ------------- | ------------------------------------------------------------------------------------- | --------------------- | ---------------- | -------------- | -------- | ------ | ------------------------------------------- |
| А1     | Тракия                | София         | Елин Пелин, Вакарел, Ихтиман, Пазарджик, Пловдив, Чирпан, Стара Загора, Сливен, Ямбол | Бургас                | 360 km           | 360 km         | -        | 100%   | В пълна експлоатация от 15 юли 2013 г.      |
| А2     | Хемус                 | София         | Ботевград, Плевен, Ловеч, Велико Търново, Търговище, Шумен                            | Варна                 | 418 km           | 191 km         | 66 km    | 45,71% | Планирана за завършване до 2029 г.          |
| А3     | Струма                | София         | Перник, Дупница, Благоевград, Сандански                                               | ГКПП Кулата           | 172 km           | 143 km         | -        | 83,14% | Планирана за завършване до 2030 г.          |
| А4     | Марица                | АМ Тракия     | Хасково, Димитровград, Харманли, Любимец, Свиленград                                  | ГКПП Капитан Андреево | 117 km           | 117 km         | -        | 100%   | В пълна експлоатация от 29 октомври 2015 г. |
| А5     | Черно море            | Варна         | Бяла, Обзор, Слънчев бряг, Несебър, Поморие                                           | Бургас                | 103 km           | 8 km           | -        | 7,77%  | Планирана за завършване около 2032 г.       |
| А6     | Европа                | ГКПП Калотина | Драгоман, Сливница, Костинброд                                                        | София                 | 63 km            | 46 km          | 17 km    | 73,81% | Планирана за завършване до 2025 г.          |
| А7     | Видин – Монтана       | Видин         | Димово, Ружинци, Белотинци, Винище                                                    | Монтана               | 95 km            | 14 km          | 81 km    | 10,88% | Планирана за завършване до 2030 г.          |
| А8     | Русе – Велико Търново | Русе          | Две могили, Бяла, Полски Тръмбеш, Дебелец                                             | Велико Търново        | 133 km           | 0 km           | 35 km    | 0%     | Планирана за завършване около 2030 г.       |
| А9     | Рила                  | ГКПП Гюешево  | Кюстендил, Дупница, Сапарева баня, Самоков, Ихтиман, Елин Пелин, Нови хан             | АМ Тракия / АМ Хемус  | 170 km           | 0 km           | -        | 0%     | Планирана за завършване след 2030 г.        |
| Общо   | Общо                  | Общо          | Общо                                                                                  | Общо                  | 1631 km          | 879 km         | 199 km   | 52,93% |                                             |

### Текущо строителство
| Табела | Автомагистрала        | Лот     | Начало – Край                    | Дължина на участъка | Начало на строителните дейности                                          | Срок за завършване | Бележки |
| ------ | --------------------- | ------- | -------------------------------- | ------------------- | ------------------------------------------------------------------------ | ------------------ | --- |
|        | Хемус                 | Лот 1   | ПВ Боаза – ПВ Дерманци           | 15 km               | Първа копка/начало на строителни дейности – 23 април 2019                | септември 2025     | Продължителност на строителството – 36 месеца, възможно предсрочно завършване – зимата на 2021, но не е осъществено. |
|        | Хемус                 | Лот 2   | ПВ Дерманци – ПВ Каленик         | 19 km               | Първа копка – 23 април 2019, начало на строителни дейности – 17 юни 2020 | декември 2026      | Продължителност на строителството 24 – 36 месеца                                                                     |
|        | Хемус                 | Лот 3   | ПВ Каленик – ПВ Плевен           | 17 km               | Първа копка 23 април 2019, начало на строителни дейности – октомври 2019 | декември 2026      | Продължителност на строителството 36 месеца                                                                          |
|        | Хемус                 | Лот 4.2 | ПВ Дренов - ПВ Летница           | 14 km               |                                                                          | декември 2026      | Издадено разрешително за строеж през февруари 2025                                                                   |
| А6     | Европа                | Лот 3   | Сливница – София                 | 17 km               | Сключен договор на 22 декември 2021                                      | септември 2025     | Срок за изпълнение – 660 календарни дни                                                                              |
| А7     | Видин – Монтана       | Лот 1   | Видин – ПВ Макреш                | 30 km               | Сключен договор на 21 октомври 2019, Срок за изпълнение: 30 месеца       | юли 2027           | 29,643 km участък, от които: 24,53 km магистрален габарит Г28 5,113 km пътен габарит Г20                             |
| А7     | Видин – Монтана       | Лот 3   | ПВ Бела – ПВ Ружинци             | 11 km               |                                                                          | юни 2026           | 11,1 km участък със срок за изпълнение 30 месеца и пътен габарит Г28                                                 |
| А7     | Видин – Монтана       | Лот 4   | ПВ Ружинци – ПВ Белотинци        | 15 km               |                                                                          | 2027               | 15,4 km участък с пътен габарит Г28                                                                                  |
| А7     | Видин – Монтана       | Лот 5   | ПВ Белотинци – ПВ Винище         | 12 km               |                                                                          | 2027               | 12 km участък с пътен габарит Г28                                                                                    |
| А7     | Видин – Монтана       | Лот 6   | ПВ Винище – обход на гр. Монтана | 14 km               |                                                                          | 2027               | 13,7 km участък с пътен габарит Г28                                                                                  |
| А8     | Русе – Велико Търново | Лот 2   | Обход на Бяла                    | 35 km               |                                                                          | 2028               | 35,4 km участък с пътен габарит Г28                                                                                  |
|        | Общо                  |         |                                  | 199 km              |                                                                          |                    | |

## Междудържавни магистрални връзки

### Северна Македония
В Северна Македония през пролетта на 2018 година предстои да започне изграждане на „експресен път“ от Ранковце до Крива Паланка по трасето на Паневропейски транспортен коридор 8 между Куманово и границата с България при Деве баир. Той ще има две активни и две аварийни ленти в едно платно с променлива ширина от 11,4 до 12,5 m и максимална скорост до 100 и 110 km/h. За отсечката от Крива Паланка до границата при ГКПП Гюешево се планира само реконструиране на съществуващия двулентов път с добавяне на трета лента. През 2022 Агенция пътна инфраструктура обявява обществена поръчка за изработване на идеен и технически проект с ПУП – Парцеларен план за обект АМ „Гюешево – Дупница“, но към февруари 2023 г. все още не е избран изпълнител. На този етап трасето е с нисък приоритет и плановете са то да бъде завършено едва след други магистрални проекти като АМ Хемус, АМ „Русе – Велико Търново“ и АМ „Черно Море“.

### Сърбия
Изграждането на магистрална връзка с Република Сърбия започва през 2015 г., като проектът предвижда строителството на Западната дъга на СОП, Северна скоростна тангента (ССТ) и участък от автомагистрала София – Калотина до ГКПП Калотина, където ще се свърже със сръбската магистрала А4. Връзката е част от паневропейските коридори 4 и 10 и Европейски път Е80. С решение на МС от 27 декември 2018 г., ССТ и участъкът между ССТ и ГКПП Калотина се обединява под номер А6 и името Автомагистрала Европа. От сръбска страна, магистралата от Ниш до българската граница при ГКПП Калотина е започната през 2011 г. и по план трябва да е завършена през 2015 г., но поради забавяния в строителството е изцяло пусната на 9 ноември 2019 г.

### Гърция
Строящата се автомагистрала „Струма“ ще се свърже при ГКПП Кулата – Промахон с гръцката автомагистрала А25 (Промахон – магистрала А2). Връзката е част от Паневропейски транспортен коридор 4 и Европейски път Е79. Чрез републикански пътища II-89 и II-88 автомагистрала „Марица“ се свързва с гръцката граница при ГКПП Капитан Петко Войвода – Орменион.

### Турция
Автомагистрала „Марица“ се свързва при ГКПП Капитан Андреево – Капъкуле с турската автомагистрала О-3 (Истанбул – Одрин). Връзката е част от паневропейски транспортен коридори 4 и 10 и Европейски път Е80.

### Румъния
Към август 2024 г. Автомагистрала „Русе – Велико Търново“ е в строеж в малък участък от 8 km между Ценово и Гара Бяла. Някои участъци от автомагистрала Видин – Враца са в строеж, а за други се придвижват административните процедури.
Румъния има планове за построяване на няколко скоростни трасета (магистрали и скоростни пътища) към река Дунав/България, които да се свържат към големите гранични пунктове с България при градовете Видин, Оряхово, Никопол, Русе и Силистра.

## Планомерност
Обща концепция за автомагистрална схема на България е развита още през 60-те и 70-те години на 20 век с приемането на план за построяване на пръстен, съставен от автомагистралите „Тракия“, „Хемус“ и „Черно море“. Пръстенът остава основа на автомагистралната система на страната до наши дни, като във времето към него са добавени радиални разклонения по най-натоварените транзитни направления към съседните страни („Марица“, „Струма“, „Европа“, „Русе – Велико Търново“, „Видин – Враца“).
През 2006 г. Министерство на транспорта на България разработва „Стратегия за развитие на транспортната инфраструктура на Република България до 2015 година“, включваща преглед на състоянието и перспективите на всички видове транспорт. Тя не разглежда автомагистралите като отделна система и не ги определя като основен приоритет. Изграждането им се предвижда да става чрез използване на средства от държавния бюджет, европейските фондове и публично-частно партньорство (тоест концесиониране), при което най-голямо значение е придадено на последния модел. „Тракия“, (включваща отсечката София – Калотина), „Струма“, „Хемус“ и „Черно море“ са планирани за отдаване на концесия и завършване в периода до 2015 г.
През 2010 г. Министерството на регионалното развитие и благоустройството под ръководството на министър Росен Плевнелиев разработва нов стратегически документ за изграждане на пътната инфраструктура до 2020 г. Автомобилният транспорт като превозващ около 2/3 от пътниците и товарите е определен като главен приоритет. За основен източник на финансиране на строителството по най-важните направления с национално и международно транзитно значение са избрани европейските структурни фондове. Разработена е цялостна концепция, според която завършената система от високоскоростни пътища с голяма пропускливост ще се състои от 7 автомагистрали („Струма“, „Марица“, „Калотина“, включваща Северна скоростна тангента на София и Западна дъга на Софийския околовръстен път, „Хемус“, „Черно море“, „Тракия“ и „Люлин“) и 7 допълващи ги скоростни пътища (виж характеристиките и списъка им в съответния раздел). За първи по време на осъществяване със средства от Оперативна програма „Транспорт“ през програмния период 2007 – 2013 г. са избрани „Струма“, лотове 1, 2 и 4, „Марица“, „Калотина“ със ССТ и Западната дъга на СОП, „Хемус“ в частта на връзка ѝ със СОП, „Тракия“ и „Люлин“, довършвана със средства от програма ИСПА. С известни изменения основните цели и методи на плана от 2010 г. се следват и до днес.

## Цена на магистралите
Според министъра на регионалното развитие и благоустройството Николай Нанков в България се правят най-евтините магистрали в Европа без това да е за сметка на качеството. Според него, считано от 2000 г. насам, средната цена за километър е 3,1 млн. евро, докато в Сърбия това е 5,5 млн. евро, в Румъния 6,3 млн. евро, а в Гърция малко над 10 млн. евро за километър.
По данни на фондацията „Фридрих Науман“, през 2010 г. цената на магистралите възлиза на между 2 и 3 млн. евро на километър. Но по-късно цените нарстват до между 4,2 и 6,7 млн. евро. За сравнение, средната цена в Румъния е 5 млн. евро на километър, а Виа Егнация в Гърция струва 6,8 млн. евро/km. В Хърватия цените варират между 6 и 8 млн. евро, а в Полша А2 е струвала 4,7 млн. евро. Немските цени за километър се движат между 9 и 10 млн. евро.

## Ексцентрични проекти, скандали и неуредици
Поради непридържане към дългосрочни концепции за изграждане на автомагистрални пътища в България до 2010 г. не липсват организирани на правителствено ниво предпроектни проучвания на трасета, които отсъстват в официално приетите планове и чиято икономическа обоснованост остава неясна.
Проблемното управление на Агенция „Пътна инфраструктура“ и общата държавна политика в сектора в определени периоди предизвикват публични скандали с обвинения в корупция (виж Скандал „Батко и Братко“ и Договор за магистрала Тракия).
В резултат на лошо администриране на инфраструктурните проекти се създава опасност да бъдат загубени средства от предприсъединителната програма ИСПА, както и от кохезионните фондове на ЕС. На няколко пъти изплащането им е спирано от европейските институции, което забавя инфраструктурното развитие. Строителството на Автомагистрала „Люлин“ е финансирано от ИСПА, но поради неспазени срокове и спорове с изпълнителя е заплашено от провал и бива довършено със значително доплащане от националния бюджет и откриване няколко месеца след края на действие на програмата.
Заради остарели и непълни геоложки проучвания и проекти, разминавания в кадастралните карти и спорове за отчуждаване някои магистрални лотове с години се експлоатират без удостоверяващ пълно завършване и право на ползване Акт 16 (Автомагистрала „Хемус“ от Околовръстния път на София до село Яна) и дори с по-ниска максимално допустима скорост (лот 0 на Автомагистрала „Струма“ от Пътен възел „Даскалово“ до село Долна Диканя), а строителството на други се забавя значително, което създава опасност за финансирането им (Северна скоростна тангента на София).

## Нереализирани проекти

### Черноморски магистрален пръстен
През 2007 година правителството на Сергей Станишев включва страната в изграждането на автомагистрален пръстен с дължина от 700 km, който трябва да опасва Черно море. В проекта са включени осем страни от организацията за черноморско икономическо сътрудничество (ОЧИС). Предвид неуточненото трасе на предвидената за изграждане черноморска автомагистрала се разглежда възможността то да е заобиколно, дублирайки паневропейски транспортен коридор 9 в частта му през България от автомагистрала „Марица“ до Русе, или да следва в по-голямата си част трасето на автомагистралите „Тракия“ и „Черно море“, предвид възможността за продължение на последната към Констанца и евентуално Тулча (посредством мост над канала при Белослав). По време на българското председателство на ОЧИС през 2014 г. проектът за изграждането на Черноморския магистрален пръстен е обявен за приоритетен проект. На територията на бившия СССР трасето на пръстена пресича зони на замразени конфликти и активни военни действия, сепаратистки формирования с оспорван суверенитет и самообявили се непризнати или частично признати държави (виж Приднестровие, Абхазия, Война в Донбас), както и граници на международно признати държави със значително обтегнати двустранни отношения (виж Отношения между Грузия и Русия, Отношения между Русия и Украйна, Република Крим, Отношения между Русия и Турция).

## Галерия
- АМ Хемус, Виадукт „Бебреш“
- АМ Хемус, Тунел „Топли дол“
- АМ Струма близо до Перник
- АМ Струма близо до Перник
- Пътен възел „Даскалово“ край Перник
- АМ Тракия близо до Нова Загора
- АМ Тракия близо до Стара Загора
- Бившата АМ Люлин, сега част от АМ Струма, строителство, 2010 г.
- Бившата АМ Люлин, сега част от АМ Струма, строителство, 2010 г.
- АМ Марица строителство, 2012 г.
- АМ Европа край Сливница
- АМ Европа край Сливница